# Bestorming van het Amerikaanse Capitool in 2021
De bestorming van het Capitool in de Amerikaanse hoofdstad Washington D.C., door fervente aanhangers van de Republikeinse Amerikaanse president, Donald Trump, vond plaats op 6 januari 2021. De relschoppers probeerden de formalisering van de verkiezingsoverwinning van de verkozen president Democraat Joe Biden op gewelddadige wijze te blokkeren. De aanval op het Congres werd door wetshandhavingsinstanties zoals de FBI bestempeld als binnenlands terrorisme en door vele politieke waarnemers beoordeeld als een poging tot een staatsgreep.
De opstand werd op 6 januari om 12:00 uur (EST) voorafgegaan door de zogenaamde Save America March, een protestbijeenkomst van Trump, waarvoor duizenden van zijn aanhangers waren verzameld op The Ellipse in de buurt van het Witte Huis. In zijn toespraak aan de menigte beweerde Trump nogmaals ten onrechte dat zijn nederlaag te wijten was aan verkiezingsfraude door de Democratische Partij en drong er bij zijn aanhangers op aan om met hem naar het Capitool te marcheren om het Congres en vicepresident Mike Pence aan te sporen, om de – voor hem ongunstige – stem van het kiescollege in te trekken.
Kort na 14.00 uur (EST), op het moment dat de gezamenlijke zitting van het Congres bezig was met de stemmentelling van het Kiescollege, drongen meer dan 2000 gewelddadige relschoppers het Capitool binnen, terwijl Trump terugreed naar het Witte Huis. Het Capitoolcomplex werd afgesloten en wetgevers en personeel werden in veiligheid gebracht of in kamers gebarricadeerd toen relschoppers politieagenten en verslaggevers aanvielen, eigendommen vernielden, plunderden en het gebouw inclusief de Senaatskamer enkele uren bezetten. Sommigen probeerden wetgevers te lokaliseren en scandeerden 'Hang Mike Pence', terwijl een galg werd opgericht ten westen van het Capitool.
De U.S. Capitol Police en de burgemeester van Washington D.C., Muriel Bowser, verzochten de Nationale Garde van het Amerikaanse ministerie van Defensie om assistentie. Trump weigerde meermaals gehoor te geven aan deze oproep, waarna vicepresident Pence uiteindelijk degene was die goedkeuring gaf. De veiligheidstroepen arresteerden ongeveer 50 relschoppers ter plaatse, en honderden werden later geïdentificeerd en aangeklaagd. Rond 17.40 uur (EST) verklaarde de politie het gebouwencomplex weer veilig. De burgemeester stelde een plaatselijke avondklok in vanaf 18:00 (EST) en riep de noodtoestand uit. Het Congres hervatte diezelfde avond nog de zitting en bevestigde in de vroege ochtend van 7 januari de verkiezingsoverwinning van de verkozen president Joe Biden en de verkozen vicepresident Kamala Harris.
Als gevolg van de gebeurtenissen, opende het Huis van Afgevaardigden op 13 januari 2021 een tweede afzettingsprocedure tegen Donald Trump. Op 13 februari 2021 vonden 57 van de 100 senatoren Trump schuldig aan het aanzetten tot rellen. Aangezien de vereiste tweederdemeerderheid voor een veroordeling echter niet werd behaald, eindigde het proces formeel met een vrijspraak. Sinds 27 juli 2021 doet een commissie onderzoek naar de gebeurtenissen van 6 januari, met name de rol die Trump daarin speelde.
Vijf mensen stierven kort voor, tijdens of na de bestorming van het Capitool, waarvan één persoon werd doodgeschoten door een agent van de Capitol Police terwijl ze probeerde binnen te dringen in de vergaderzaal van het Capitool. Er vielen veel gewonden, onder wie 138 politieagenten. Vier agenten die tijdens de bestorming betrokken waren bij het beschermen van het Capitool pleegden later zelfmoord.

## Achtergrond

### Pogingen om de presidentsverkiezingen ongedaan te maken

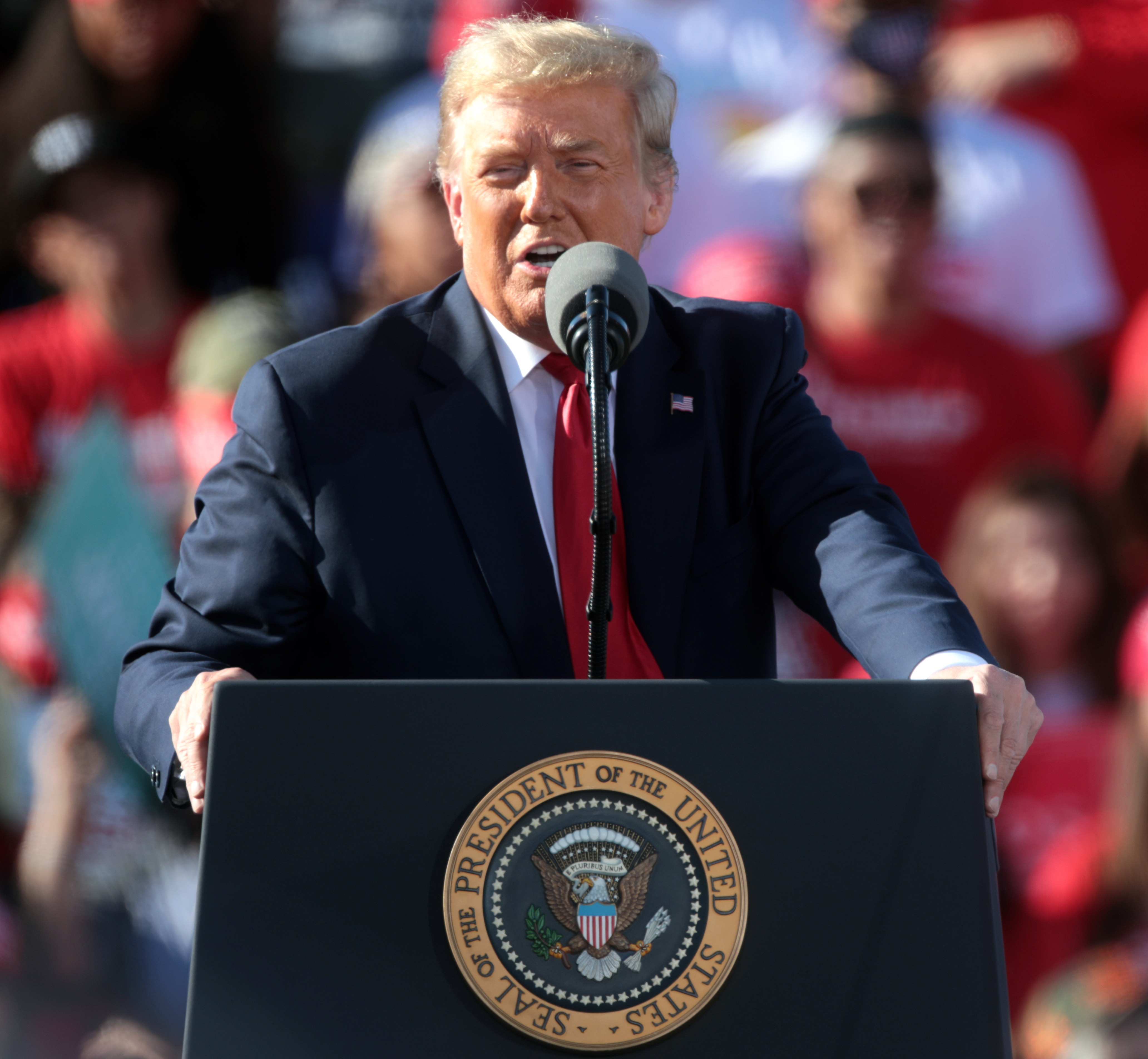
Toenmalig president Donald Trump spreekt tijdens een campagnebijeenkomst in Goodyear, Arizona, in oktober 2020.

De Democraat Joe Biden versloeg de zittende Republikein Donald Trump bij de Amerikaanse presidentsverkiezingen van 2020. Trump en andere Republikeinen probeerden de verkiezingen ongedaan te maken en beweerden ten onrechte dat er sprake was van verkiezingsfraude.
Binnen enkele uren na het sluiten van de stembureaus, terwijl de stemmen nog werden geteld, riep Trump de overwinning uit en eiste dat het tellen zou worden stopgezet. Hij begon een campagne om de verkiezingen te ondermijnen, door middel van rechtszaken en een bovenwettelijke poging. Trumps advocaten hadden binnen tien dagen na de verkiezingen geconcludeerd dat juridische bezwaren tegen de verkiezingsuitslag geen juridische basis of juridische waarde hadden. Ondanks die analyses probeerde Trump de resultaten ongedaan te maken door middel van ten minste 60 rechtszaken met betrekking tot de presidentsverkiezingen van 2020, waaronder twee voor het Hooggerechtshof. De acties waren bedoeld om verkiezingscertificeringen teniet te doen en stemmen die op Biden waren uitgebracht ongeldig te verklaren. De betwistingen werden door alle rechtbanken afgewezen wegens gebrek aan bewijs of het ontbreken van rechtsgrond.
Trump zette vervolgens een campagne op die tot doel had de Republikeinse gouverneurs, staatssecretarissen en staatswetgevers onder druk te zetten om de resultaten teniet te doen door het creëren van valse verkiezingsdocumenten als een manier om de overwinning van Joe Biden te vervangen of door bewijs van fraude te produceren. Hij eiste verder dat wetgevers ogenschijnlijke 'onregelmatigheden' bij de verkiezingen zouden onderzoeken, zoals door het vergelijken van handtekeningen van ingezonden stembiljetten, daarbij eventuele eerdere analytische inspanningen buiten beschouwing gelaten. Trump deed persoonlijk navraag naar voorstellen tot het inroepen van de krijgswet om zo de verkiezing 'opnieuw uit te voeren' of 'terug te draaien' en de benoeming van een speciale raadsman om gevallen van fraude te ontdekken, ondanks de conclusies van federale en staatsfunctionarissen dat dergelijke gevallen zeer geïsoleerd waren of helemaal niet bestonden. Hij ondernam uiteindelijk geen van beide stappen. Trump drong er herhaaldelijk bij vicepresident Mike Pence op aan om de resultaten te wijzigen en te voorkomen dat Biden zou worden ingehuldigd. Geen van die acties vielen binnen de grondwettelijke bevoegdheden van Pence als vicepresident en president van de Senaat. Trump herhaalde de oproep aan Pence tijdens zijn rallytoespraak op de ochtend van 6 januari.
Sommigen hebben deze pogingen om de verkiezingen ongedaan te maken gekarakteriseerd als een poging tot een staatsgreep, en een implementatie van Trumps 'grote leugen' van een gestolen verkiezing. Op 31 oktober 2021 werd een uitgebreid en gedetailleerd verslag van de gebeurtenissen voor, tijdens en na de aanval gepubliceerd door The Washington Post.

### Planning
Op 6 januari 2021 was de ceremoniële aangelegenheid gepland om de winnaar van de stemming van het kiescollege te bevestigen tijdens een gezamenlijke vergadering van het Congres. In december 2020, organiseerde het Republikeinse congreslid Mo Brooks (Alabama), drie Witte Huis-bijeenkomsten tussen Trump, Republikeinse wetgevers en anderen. Onder de aanwezigen waren Trump, vice-president Pence, de Republikeinse vertegenwoordigers Jody Hice (Georgia), Jim Jordan (Ohio), en Andy Biggs (Arizona), verkozen vertegenwoordiger Marjorie Taylor Greene (Georgia), en leden van Trumps juridische team.
Op 18 december, vier dagen nadat het kiescollege had gestemd, riep Trump zijn supporters op om een bijeenkomst bij te wonen vóór de stemmentelling van het Congres op 6 januari om zijn strijd tegen de geldigheid van de verkiezingsresultaten van verschillende staten voort te zetten. Trump tweette: 'Groot protest in D.C. op 6 januari. Wees erbij, zal wild zijn!' De Save America March en rally die voorafgingen aan de rellen in het Capitool waren aanvankelijk georganiseerd door Women for America First, voorgezeten door Amy Kremer, mede-oprichter van Women for Trump. Op 1 januari 2021 kregen ze een vergunning met een geschatte opkomst van 5.000 voor een eerste amendement rally March for Trump. Eind 2020 en begin 2021 organiseerde en sprak Kremer op een reeks evenementen in het hele land als onderdeel van een bustour om de aanwezigheid op de March for Trump rally op 6 januari te stimuleren en Trumps inspanningen te steunen om het verkiezingsresultaat ongedaan te maken. Women for America First nodigde haar supporters uit om deel te nemen aan een karavaan voertuigen die naar het evenement zouden rijden. Het evenementenbeheer werd uitgevoerd door Event Strategies, een bedrijf opgericht door Tim Unes, die werkte voor Trump's presidentiële campagne in 2016.
Op 2 januari retweette Trump een bericht van Kremer waarin hij de rally van 6 januari promootte, en voegde eraan toe dat hij erbij zou zijn. Vanaf dat moment, hoewel Kremer nog steeds de vergunning had, ging de planning in wezen over naar het Witte Huis. Trump besprak de sprekersopstelling en de muziek die tijdens het evenement moest worden gespeeld. Hoewel het oorspronkelijke plan voor de betoging was dat mensen op The Ellipse moesten blijven totdat de verkiezingslijsten waren geteld, zei het Witte Huis dat ze naar het Capitool moesten marcheren, zoals Trump herhaaldelijk zei tijdens zijn toespraak.
Ali Alexander, een rechtse politieke activist die deelnam aan de organisatie van de betoging en steun betuigde aan de bestorming als 'volledig vreedzaam', zei in december dat de Republikeinse vertegenwoordigers Paul Gosar (Arizona), Andy Biggs en Mo Brooks waren betrokken bij de planning van 'iets groots'. 'Wij zijn de vier jongens die op 6 januari een evenement hebben bedacht', zei hij. Volgens Alexander: 'Het was om momentum en druk op te bouwen en op de dag zelf de harten en gedachten van de leden van het Congres te veranderen die nog geen beslissing hadden genomen of die iedereen buiten zagen en zeiden: "Ik kan niet aan de andere kant van die menigte zijn".' Zijn opmerkingen kregen meer aandacht na de gebeurtenissen van 6 januari, waardoor Biggs reageerde met een verklaring waarin hij elke relatie met Alexander ontkende. The Washington Post schreef dat video's en berichten eerdere connecties tussen Alexander en de drie leden van het Congres onthulden. Alexander zei in april 2022 dat hij zou meewerken aan het onderzoek van het ministerie van Justitie naar de aanval, nadat hij een dagvaarding had ontvangen van een federale Grand jury die onderzoek deed naar brede categorieën van mensen die voorafgaand aan de aanval betrokken waren bij Trump-bijeenkomsten. Alexander stond dicht bij de oude Trump-medewerker Roger Stone, met wie hij sprak over 'logistiek' en de 'strijdende partijen' van rallyorganisatoren in de aanloop naar 6 januari. Alexander gaf het 6 januari-comité al zijn communicatie met Stone van de dag van de aanval.
Gedurende enkele weken voor het evenement waren er meer dan een miljoen vermeldingen van de bestorming van de hoofdstad op sociale media, waaronder oproepen tot geweld tegen het Congres, Pence en de politie. Dit werd gedaan op 'alt-tech'-platforms zoals de website van de nieuwsaggregator Patriots.win, chat-app Telegram en microbloggingwebsites Gab en Parler. Veel van de posters waren gepland voor geweld vóór het evenement; sommigen bespraken hoe ze de politie op straat konden vermijden, welk gereedschap ze moesten meenemen om deuren open te breken en hoe ze wapens de stad binnen konden smokkelen. Ze bespraken 'de noodzaak' om de politie aan te vallen. Na aanvaringen met Washington D.C. politie tijdens protesten op 12 december 2020, keerden de Proud Boys en andere extreemrechtse groepen zich tegen het steunen van wetshandhaving. Ten minste één groep, Stop the Steal, postte op 23 december 2020 haar plannen om het Capitool te bezetten met beloften om te 'escaleren' als de politie zich daartegen verzette. Op meerdere sites werd expliciet gesproken over 'oorlog', fysiek de leiding nemen tijdens het evenement, en het doden van politici, er werd zelfs gevraagd om elkaars mening over welke politicus het eerst moest worden opgehangen, met een GIF van een strop. Joan Donovan, onderzoeksdirecteur bij Harvards Shorenstein Center on Media, Politics and Public Policy, zei dat sleutelfiguren in de Unite the Right rally en de Gamergate online intimidatiecampagne werkten om online woede aan te wakkeren voorafgaand aan de aanval. Facebook en Twitter zouden ook een rol hebben gespeeld bij het aanwakkeren van de aanslag op het Capitool.
Op 5 januari rapporteerde het Norfolk-veldkantoor van de FBI plannen van geweld: 'Een online thread besprak specifieke oproepen tot geweld, waaronder de vermelding 'Wees klaar om te vechten. Het congres moet horen dat glas breekt, deuren worden ingetrapt en het bloed uit hun BLM en Pantifa slavensoldaten wordt gemorst. Word gewelddadig. Noem dit geen mars, betoging of protest. Ga daarheen, klaar voor oorlog. We krijgen onze president of we sterven. Niets anders zal dit doel bereiken.' Het Norfolk-rapport merkte op dat planners een kaart van de tunnels onder het Capitool deelden. Een andere opmerking, geciteerd in de FBI-memo, pleitte voor Trump-aanhangers die naar Washington gaan 'om gewelddadig te worden om dit te stoppen, vooral de antifa maden die zeker en masse zullen uitkomen, zelfs als we de Prez nog 4 jaar krijgen'. Op 26 december stuurde een leider van de Oath Keepers naar verluidt instructies om 'te wachten op de 6e wanneer we allemaal in D.C. zijn voor de opstand'. Volgens de aanklagers, schreef deze leider ook een bericht in december waarin hij rapporteerde: 'Ik heb een alliantie georganiseerd tussen Oath Keepers, Three Percenters en Proud Boys'. Op 5 januari 2021 ontmoetten de leiders van de Proud Boys, de Oath Keepers en Latino's voor Trump elkaar in de buurt van het Phoenix Park Hotel in een parkeergarage, hoewel verschillende aanwezigen beweerden niet te hebben gesproken over de planning voor 6 januari.
NBC News meldde in juni 2021 dat de FBI ten minste één persoon die beschuldigd werd van betrokkenheid bij de aanval had gevraagd naar zijn mogelijke connecties met leden van het Congres.

#### Financiering
Organisaties die deelnamen aan het evenement waren onder meer: Black Conservatives Fund, Eighty Percent Coalition, Moms For America, Peaceably Gather, Phyllis Schlafly Eagles, Rule of Law Defense Fund, Stop The Steal, Turning Point Action, Tea Party Patriots, Women For America First en Wildprotest.com. Het Rule of Law Defense Fund, van de Republikeinse Attorneys General Association (RAGA), betaalde ook robocalls om mensen uit te nodigen 'naar het Capitool te marcheren en een beroep te doen op het Congres om het stelen te stoppen'. Samenzweringstheoreticus Alex Jones' mediabedrijf betaalde 500.000 dollar om The Ellipse te boeken voor het evenement, waarvan een deel werd geschonken door Publix-erfgename en prominente Trumpdonor, Julie Jenkins Fancelli, wiens totale bijdrage aan het evenement ongeveer 650.000 dollar was. Jones beweerde dat het Trumps Witte Huis hem had gevraagd de mars naar het Capitool te leiden. Charlie Kirk twitterde dat Turning Point Action en Students for Trump meer dan tachtig bussen naar het Capitool hadden gestuurd. Roger Stone nam een video op voor Stop The Steal Security Project om geld in te zamelen 'voor de enscenering, het transport en vooral de beveiliging' van het evenement. Andere mensen probeerden in december via GoFundMe geld in te zamelen om het vervoer naar de rally te helpen betalen, met beperkt succes. Een onderzoek door BuzzFeed News identificeerde meer dan twaalf fondsenwervers om de reis naar de geplande rally te betalen. GoFundMe deactiveerde vervolgens na de rellen een aantal van de campagnes, maar sommige campagnes hadden hun inzamelingsdoelen al gedeeltelijk of volledig opgehaald voordat ze werden gedeactiveerd.
De bedrijven Ahold Delhaize en Philips gaven in de periode 2021-2024 financiële steun aan Amerikaanse Congresleden die de verkiezingsuitslag van 2020 niet erkenden. De donaties van de bedrijven bedroegen respectievelijk 20.500 dollar en 76.000 dollar.

#### Vergadering van 5 januari
De naaste bondgenoten van Trump, waaronder Donald Trump jr., Eric Trump, Michael Flynn, Corey Lewandowski en Senator van Alabama Tommy Tuberville, ontmoetten elkaar in Hotel Trump International in Washington, D.C., tijdens een vergadering op de avond van 5 januari. Tuberville beweerde sindsdien dat hij de vergadering niet heeft bijgewoond, terwijl het bewijs anders suggereerde. Volgens Charles Herbster, die zei dat hij de vergadering had bijgewoond, waren andere aanwezigen Adam Piper en Peter Navarro. Daniel Beck schreef: 'Vijftien van ons brachten de avond door met Donald Trump jr., Kimberly Guilfoyle, Tommy Tuberville, Mike Lindell, Peter Navarro en Rudy Giuliani'. Herbster claimde 'in de privéwoning van de president in Hotel Trump International te staan met de volgende patriotten die zich bij mij voegen in een strijd voor gerechtigheid en waarheid'. Hij voegde David Bossie toe aan de lijst met aanwezigen.
In de weken voorafgaand aan de bestorming heerste er onrust onder verschillende groepen die Trump ondersteunden. Op openbare sociale netwerken en op 8kun, een berichtensite die door veel QAnon-aanhangers gebruikt werd, was een geplande bestorming van het Capitool een frequent thema. Meerdere extremisten werden persoonlijk door de FBI opgezocht met het verzoek niet naar Washington te reizen en de politie-eenheid van het Capitool werd over de mogelijkheid van geweld geïnformeerd.

## De aanval op het Capitool

### Voorafgaand aan de bestorming
Op 6 januari 2021 was het Amerikaanse Congres in verenigde vergadering bijeen onder voorzitterschap van vicepresident van de Verenigde Staten Mike Pence om de uitslag van de Amerikaanse presidentsverkiezingen van november 2020 te bekrachtigen. Op dezelfde dag werden vanuit de staat Georgia de uitslagen voor de laatste twee zetels van de verkiezingen van de Amerikaanse Senaat verwacht.

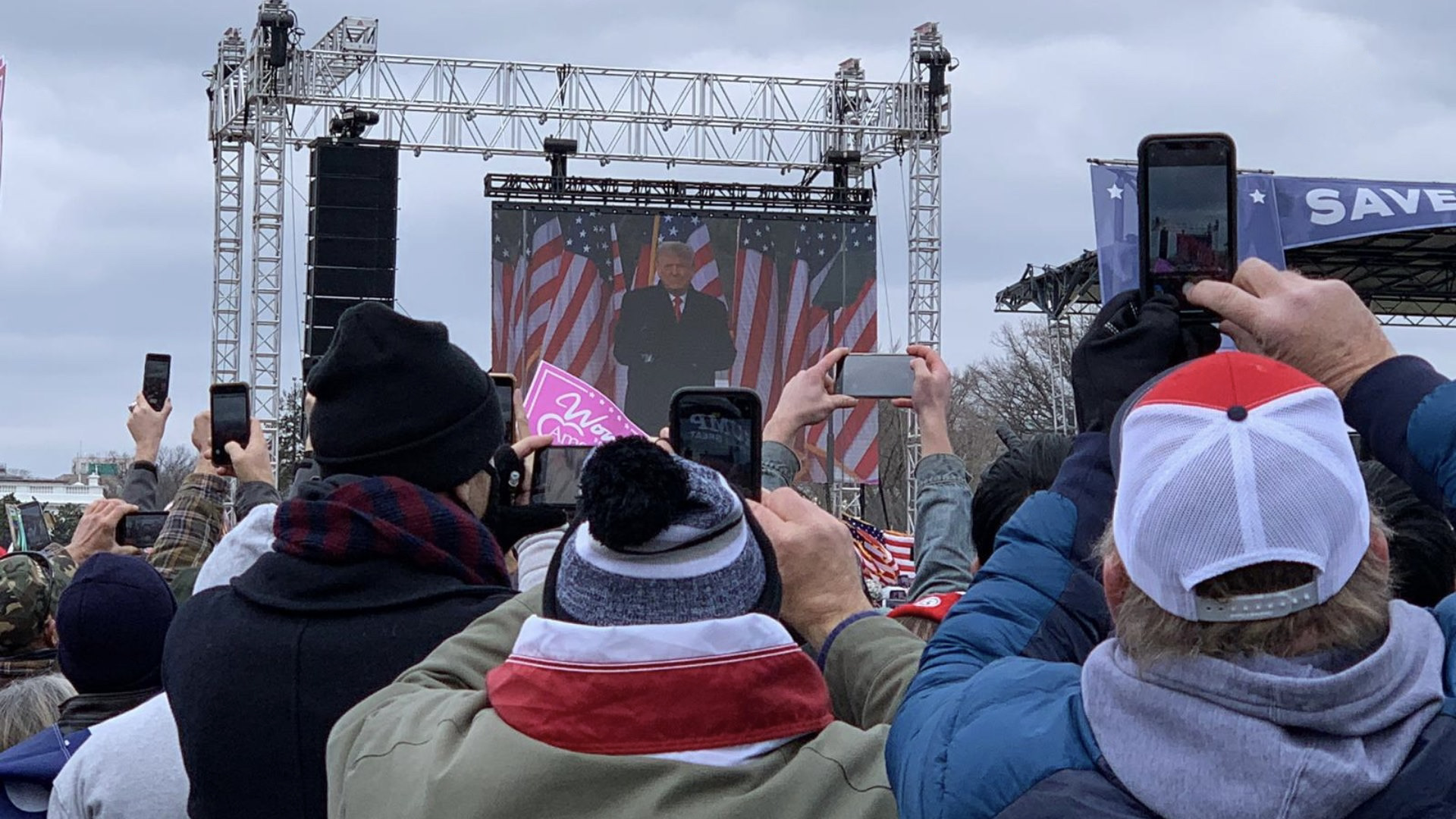
Veel Trump-aanhangers waren op 6 januari naar Washington afgereisd voor de Save America March, waarbij de president zelf ook aanwezig was en een speech gaf.

Buiten het Capitool was het de hele dag onrustig. Aan het begin van de middag werd bij zowel het kantoor van de Republikeinse Partij als bij het kantoor van de Democratische Partij een pijpbom gevonden. Een jaar na de gebeurtenis werd bekend dat vicepresident Kamala Harris zich op dat moment in het partijkantoor van de Democraten bevond.
Opgeroepen door Donald Trump, die de presidentsverkiezingen van 2020 had verloren van Joe Biden, verzamelden zijn aanhangers zich in Washington voor de Save America March op The Ellipse dicht bij het Witte Huis. Trump sprak de menigte bijna een vol uur toe als een van de sprekers.
De president herhaalde zijn claim dat de verkiezingen 'gestolen' waren. Hij voegde eraan toe: 'We vechten met alles wat we hebben. En als je niet vecht met alles wat je hebt, heb je geen land meer.' Hij eiste dat vicepresident Pence en het Congres de overwinning van Biden af zouden wijzen. Vervolgens riep hij zijn toehoorders op om naar het Capitool te gaan en beweerde daar zelf bij aanwezig te zullen zijn:
Nu is het aan het Congres om deze flagrante aanval op onze democratie het hoofd te bieden. En hierna gaan we wandelen naar... en ik zal bij jullie zijn, we gaan wandelen naar, we gaan wandelen naar.
Iedereen die wil, maar ik denk hier en nu, dat we gaan wandelen naar het Capitool, en we gaan onze dappere senatoren en congresleden aanmoedigen, en we zullen waarschijnlijk niet zo veel juichen voor sommigen van hen.
Omdat je ons land nooit met zwakte terugneemt. Je moet kracht tonen en je moet sterk zijn. We zijn gekomen om te eisen dat het Congres het juiste doet en alleen de kiezers meetellen die wettig zijn vastgelegd, wettelijk vastgelegd.

Ik weet dat iedereen hier straks naar het Capitool zal marcheren om vreedzaam en patriottisch uw stem te laten horen.
Trump hield het voor onmogelijk dat Biden 80 miljoen stemmen zou hebben gekregen, aangezien een dergelijk aantal bij een Amerikaanse presidentsverkiezing niet eerder was voorgekomen. Tegelijkertijd claimde hij de 'werkelijke winnaar' te zijn omdat een verliezend president bij eenzelfde verkiezing nog nooit zoveel stemmen had vergaard als hij: 75 miljoen. Hij liep echter niet mee naar het Capitool, maar ging terug naar het Witte Huis. De menigte verplaatste zich vervolgens langs Pennsylvania Avenue naar het Capitool, waar meer dan 10.000 betogers samenkwamen op het moment dat de gezamenlijke zitting van het Congres begon met de stemmentelling van het Kiescollege.
Pence was door Trump opgeroepen de verkiezingsuitslag te verwerpen, maar Pence had al aangekondigd dat hij daartoe geen eenzijdige bevoegdheid had. Een kleine minderheid republikeinse senatoren, onder meer uit de staat Arizona, sprak zich tijdens de vergadering echter wel uit tegen het bekrachtigen van de uitslag en riep op om de uitslagen en stemprocedures nogmaals te onderzoeken, wat leidde tot felle kritiek van de andere senatoren. Terwijl de Senaat en het Huis van Afgevaardigden zich in hun afzonderlijke kamers over de uitslag in Arizona bogen – de kritiek zou vrijwel zeker verworpen worden – zette de door Trump aangespoorde menigte buiten de bestorming in gang.
Een deel van de menigte brak door de politieblokkades en bestormde vervolgens het gebouw, in een poging om de formalisering van de verkiezingsoverwinning van de verkozen president Biden te voorkomen.

### Bestorming

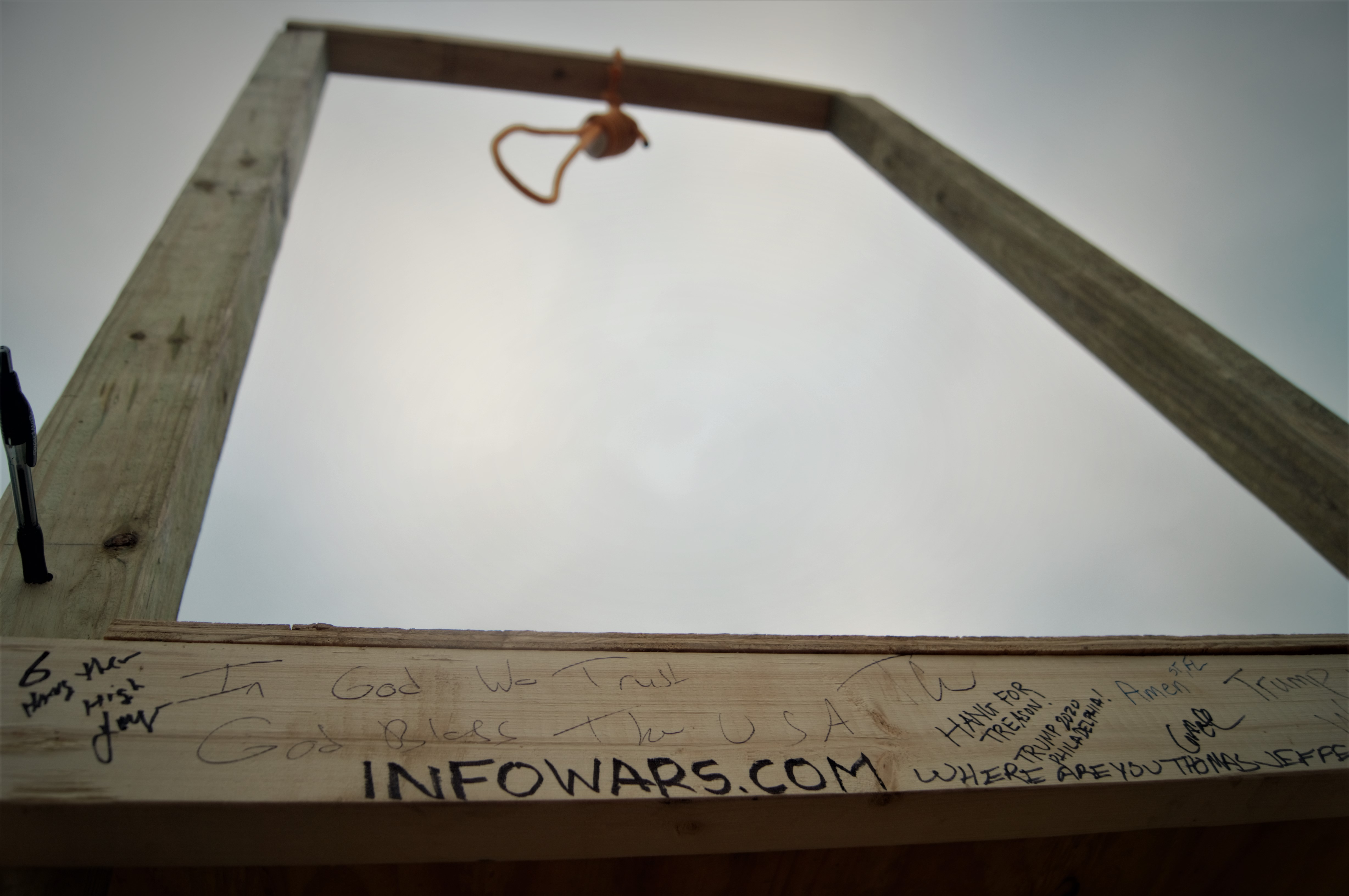
Een voor het Capitool opgerichte galg

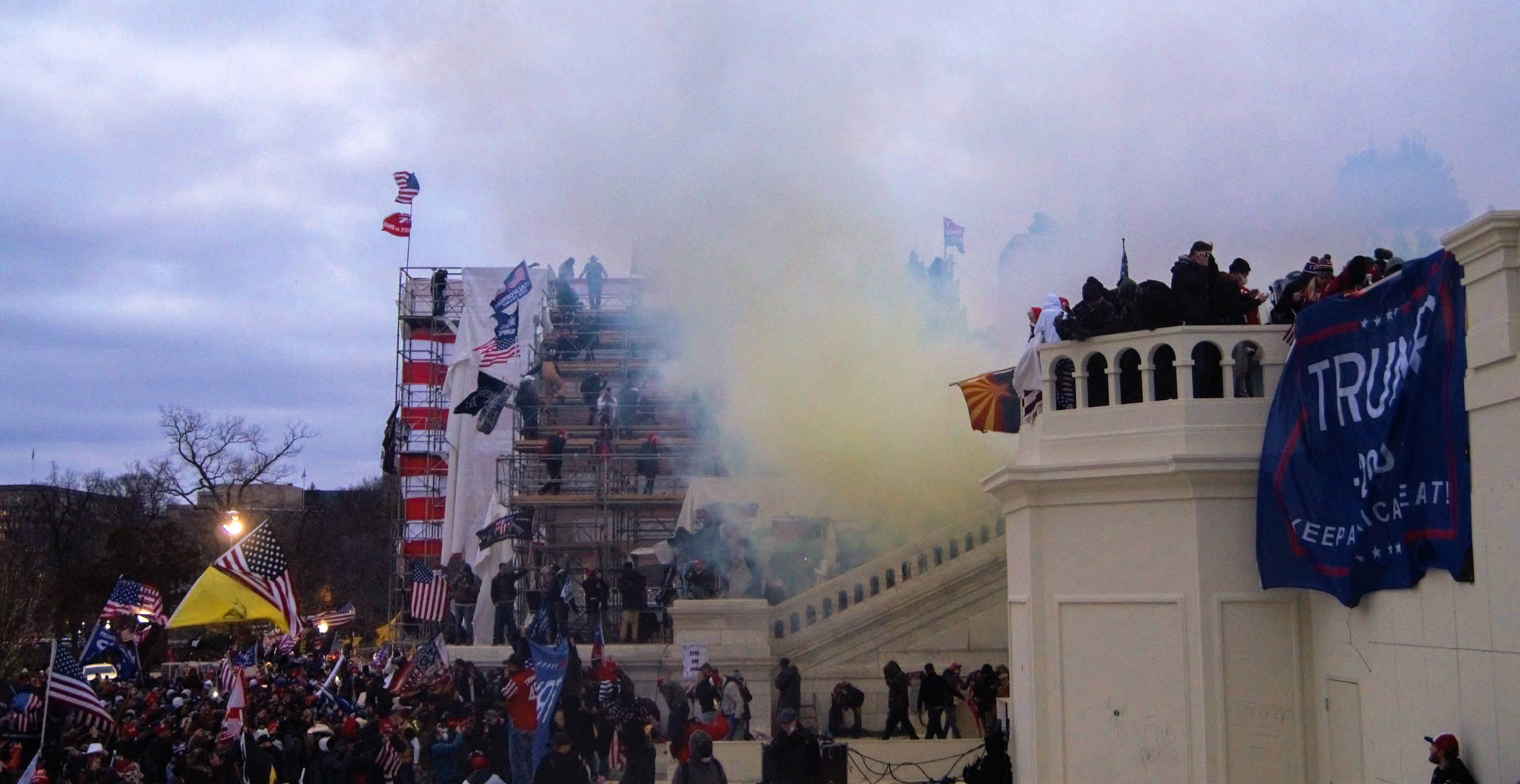
Politie zette traangas in buiten het Capitool.

Rond 14:15 (EST) ging het Capitool in lockdown vanwege toenemende spanningen en het doorbreken van barrières opgezet door de politie. Ongeveer een kwartier later werd het Capitool bestormd en braken demonstranten het gebouw binnen, waarbij de United States Capitol Police door een overmacht werd overlopen. Het glas van ruiten en toegangsdeuren werd ingeslagen, waarna honderden demonstranten zich toegang verschaften tot het Capitool. Eenmaal binnen, riepen verschillende demonstranten ertoe op vicepresident Pence op te hangen. Voor het Capitool werden in de uren daarvoor zelfgebouwde galgen opgesteld. Meerdere bestormers droegen een Confederatievlag mee, die tot dan toe nog nooit in het Capitool te zien was geweest.
De vergadering werd geschorst en de politici werden in veiligheid gebracht of gesommeerd in hun afgesloten kantoor te blijven. De aanwezigen in het Huis van Afgevaardigden werden opgedragen een gasmasker op te zetten, omdat de bewaking traangas inzette tegen de bestormers. Bij de gebarricadeerde entree van de vergaderzaal van het Huis trokken Capitool agenten hun wapen om de menigte, eerst met succes, buiten de deur te houden. Vlak bij de ingang van de zaal werd een deelnemer aan de bestorming in haar hals geschoten door een agent van de United States Capitol Police, terwijl ze door een gat in de gebarricadeerde deur naar binnen wilde klimmen. Ze werd in kritieke toestand naar het ziekenhuis vervoerd en overleed later op de avond.
Het lukte de menigte uiteindelijk om door te dringen tot in de vergaderzaal van de Senaat. Een aantal van de bestormers werd gefotografeerd op het sprekerspodium van de Senaat. Medewerkers van de Senaat hadden de officiële stembiljetten, cruciaal voor het bekrachtigen van de verkiezingsuitslag per staat, net op tijd in veiligheid kunnen brengen.

Elders in het gebouw bonsden de indringers op de vergrendelde deuren van politici, onder wie de voorzitter van het Huis, Nancy Pelosi. Tijdens de bestorming werden elektronische apparatuur en documenten van politici gestolen. Buiten het Capitool overleden drie personen, van wie er één door de menigte onder de voet gelopen werd. Ook raakten politieagenten gewond; één agent overleed een dag na de betogingen.
De burgemeester van Washington D.C., Muriel Bowser, stelde een plaatselijke avondklok in vanaf 18:00 (EST) en riep de noodtoestand uit. Pence riep de hulp in van de complete Amerikaanse nationale garde van de staat Virginia. Ook de politie van Washington D.C., politie uit nabijgelegen staten en de FBI werden ingezet. Pence heeft het Capitool gedurende de bestorming niet verlaten. De politie verrichtte ter plekke 82 arrestaties.

#### Aanwezige groeperingen
Aanhangers van onder andere de volgende groeperingen zijn tijdens de bestorming aanwezig geweest:
- Three Percenters
- Black Hebrew Israelites
- America First-beweging
- Stop the Steal-beweging
- Patriot-beweging
- Blue Lives Matter
- Proud Boys
- Tea Party-beweging
- Oath Keepers[99]
- Traditionalist Worker Party
- QAnon
- Groyper
- Boogaloo Bois

### Reactie van president Trump
Tijdens de bestorming telefoneerde de president met Republikeinse senatoren om die te overtuigen meer bezwaren in te dienen bij de kiescommissie. Medewerkers van het Witte Huis en Republikeinse senatoren probeerden de president ertoe te bewegen het oproer te veroordelen. Een uur na het begin van de bestorming riep Trump de relschoppers via Twitter op om het vreedzaam te houden, de politie te respecteren en naar huis te gaan. Later op de avond riep hij in een filmpje op Twitter opnieuw op om rustig naar huis te gaan. Hierbij gaf hij blijk van begrip voor de bestormers. Hij sloot af met de woorden: We love you. You are very special (We houden van jullie. Jullie zijn heel bijzonder). Twitter blokkeerde likes, reacties en retweets voor deze video. Nadat Twitter Trumps persoonlijke account permanent blokkeerde en tweets van Trump op het officiële account @POTUS verwijderde kwam Trumps Twittergebruik tot een eind.

## Nasleep

### Directe nasleep
Bij het verwijderen van de bestormers en relschoppers raakten volgens de politievakbond 140 agenten gewond. Er werd melding gemaakt van verloren ogen, afgerukte vingers en hersenschade. Daarnaast kampten veel agenten met post-traumatische stressklachten. Een agent stierf de volgende dag in het ziekenhuis aan de gevolgen van een beroerte. Twee andere agenten beroofden zichzelf in de weken daarop van het leven en nog eens twee in de eerste zeven maanden na de bestorming. Sommige Trump-aanhangers bleven, ondanks de avondklok, achter om te protesteren. 's Nachts verlengde burgemeester Bowser de noodtoestand met vijftien dagen, tot enkele dagen na de inauguratie van Joe Biden tot 46e president van de Verenigde Staten van Amerika.
Nadat het gebouw was vrijgemaakt, rond 20.00 uur (EST), kwamen vicepresident Pence en de parlementsleden terug en werd het bekrachtigingsproces hervat, terwijl de politie het gebouw nog steeds omsingelde. Een deel van de Republikeinse senatoren trok zijn bezwaren in tegen de verkiezing van Biden. Rond 04:00 uur (EST) werd de verkiezingsuitslag door de gezamenlijke zitting alsnog bevestigd.
Twitter blokkeerde het account van Trump wegens gevaar van het plaatsen van tot geweld oproepende tweets. Trump diende verschillende berichten te verwijderen, waarna zijn account pas weer ontgrendeld zou worden. Ook Instagram en Facebook blokkeerden zijn account, eerst voor 24 uur. Op 7 januari werd dat veranderd in voor onbepaalde tijd en minimaal tot na de inauguratie van Joe Biden tot president van de Verenigde Staten op 20 januari 2021. Op 8 januari 2021 maakte Twitter bekend het account van Trump permanent op te schorten vanwege het risico op verdere aanzet tot geweld.

### Politieke gevolgen
Na het incident stapte Stephanie Grisham, de stafchef van toenmalig first lady Melania Trump, op, evenals plaatsvervangend nationaal veiligheidsadviseur Matthew Pottinger. De dag na de bestorming stapten Mick Mulvaney, Trumps speciaal gezant voor Noord-Ierland, en Elaine Chao, minister van Transport, op.
Zowel bij de Republikeinen als bij de Democraten gingen stemmen op om het 25e amendement van de grondwet in te roepen, dat de vicepresident bij steun van acht ministers in staat stelt om de president unfit for command te verklaren. Deze oproep werd op 7 januari bekrachtigd door Nancy Pelosi, voorzitter van het Huis van Afgevaardigden. Pelosi dreigde dat als Pence het amendement niet inriep, ze voor de tweede maal een afzettingsprocedure (impeachment) tegen Trump zou starten. Enkele uren voor de oproep officieel door het Huis van Afgevaardigden werd goedgekeurd weigerde Pence het amendement in te roepen. Trump werd op 13 januari 2021 opnieuw, in staat van beschuldiging gesteld door het Huis van Afgevaardigden. In februari 2021 werd Trump vrijgesproken. Pelosi kondigde daarna aan een onafhankelijk onderzoek in te stellen naar de bestorming.
Een week na de bestorming gaf de republikeinse fractieleider, Kevin McCarthy, een toegewijd supporter van president Trump, een verklaring af in het Huis, waarin hij president Trump deels verantwoordelijk verklaarde voor de uit de hand gelopen actie van zijn fervente supporters. Hij legde daarbij de nadruk op het feit dat Trump had nagelaten om onmiddellijk in te grijpen toen hij de eerste beelden waarnam dat de demonstratie uitliep in een gewelddadige bestorming van het Capitool.
Verder hebben zeven leden van de Senaatsfractie van de democraten bij het ethisch comité van de Senaat een onderzoek aangevraagd naar mogelijke opruiing door de republikeinse senators Ted Cruz en Josh Hawley.
In juli 2021 begon de United States House Select Committee on the January 6 Attack, een commissie bestaande uit 7 democraten en 2 republikeinen uit het Huis van Afgevaardigden, met het publiekelijk horen van getuigen om onderzoek te doen naar de omstandigheden van de bestorming. De commissie kwam in december 2022 met een rapport waarin wordt geconcludeerd dat Trump ernstige misdrijven heeft gepleegd, en hem voorgedragen aan het Ministerie van Justitie voor strafrechtelijke vervolging.

### Kritiek op de veiligheidsdiensten
Na de bestorming sprak oud-hoofd van de Capitol Police Kim Dine tegen The Washington Post zijn verbazing uit over het feit dat de politie de mensenmassa zo dicht bij het gebouw had laten komen: 'We trainen en bereiden ons elke dag voor om dit niet te laten gebeuren'. Nancy Pelosi en Chuck Schumer, de Democratische leiders in het Huis van Afgevaardigden en de Senaat, wilden dat de top van de beveiliging van het Congres zou opstappen. Het hoofd van de beveiliging van het Huis, Paul Irving, en Michael Stenger van de Senaat namen ontslag. Pelosi eiste ook het vertrek van Steven Sund, het hoofd van de Capitol Police. Sund kondigde dezelfde dag zijn aftreden per 16 januari 2021 aan. Op 15 januari 2021 maakte Pelosi bekend dat voormalig luitenant-generaal Russel Honoré een onderzoek naar de beveiliging van het Capitool zou gaan leiden.

### Arrestaties, rechtszaken en gratieverlening
In de weken na de bestorming begon het grootste strafrechtelijk onderzoek van de FBI ooit. De FBI spoorde veel bestormers op en arresteerde hen. Op 21 januari 2021 waren ruim 120 mensen in staat van beschuldiging gesteld in verband met de bestorming. Onder deze verdachten waren politiemensen en hulpsheriffs. Een door de FBI opgepakte jonge vrouw die een laptop uit Nancy Pelosi’s kantoor had meegenomen zou deze volgens haar ex hebben geprobeerd te verkopen aan de Russische geheime diensten. Eind februari 2021 plaatste de FBI nog dagelijks nieuwe foto’s van gezochte deelnemers van de opstand op hun website en sociale media. Op 26 februari 2021 was het aantal aangeklaagden opgelopen tot ruim driehonderd. Op 16 augustus 2021 stond het aantal aangeklaagden op 576. Op 15 maart 2021 werden twee verdachten in staat van beschuldiging gesteld wegens het aanvallen van agent Brian Sicknick met chemicaliën (bear spray). Later werd duidelijk dat deze een natuurlijke dood is gestorven.
Het flinke aantal strafzaken als gevolg van de bestorming legde een grote druk op de federale rechtbank van Washington DC, die normaal gesproken zo’n 500 strafzaken per jaar behandelde. Dat waren er in 2021 ruim tweemaal zoveel. De inhoudelijke behandeling van veel zaken waarin men geen pleitovereenkomst bereikte, werd dan ook doorgeschoven naar 2022. Door de strenge Covid-restricties voor de federale rechtbank in Washington D.C. was het in 2021 vrijwel onmogelijk om jury's te formeren. Op 15 januari 2022 hadden er zo'n 170 van de inmiddels ruim 750 beschuldigden 'schuldig' gepleit. In de meeste gevallen ging het om de lagere aanklachten zoals illegaal paraderen of huisvredebreuk en werden straffen uiteenlopend van alleen een reclasseringstraject of thuisdetentie tot gevangenisstraffen van enkele weken met uitschieters tot enkele maanden opgelegd. Enkele mensen hadden schuld bekend aan zwaardere delicten als het dwarsbomen van een officiële gebeurtenis of geweldpleging en werden veroordeeld tot gevangenisstraffen van enkele jaren.
In januari 2022 leek de focus van de FBI en Justitie te verschuiven van de individuele arrestanten naar de organiserende partijen. Met name de  Oath Keepers-militie kwam in beeld toen hun leiders werden gearresteerd en aangeklaagd. Zij bleken in de voorbereiding van de bestorming een flink wapenarsenaal in Washington DC te hebben samengebracht en op een teken of bevel van Trump te hebben gewacht om dat in te zetten. Dat teken kwam er overigens niet. Op 25 mei 2023 werd hun topleider Stewart Rhodes veroordeeld tot een gevangenisstraf van 18 jaar wegens opruiende samenzwering en andere misdaden in verband met de bestorming.
In februari 2023 hadden inmiddels 500 van de ongeveer 1000 verdachten middels een pleitovereenkomst schuldig gepleit. Er werden nog altijd meer arrestaties verwacht. Eind 2023 was het aantal aangeklaagden opgelopen tot ongeveer 1200. De FBI schat dat totaal 2000 mensen zich illegaal toegang tot het Capitol hadden verschaft.
In 2023 werden Joseph Biggs en Zachary Rehl, twee kopstukken van de Amerikaanse extreemrechtse groepering Proud Boys, in een rechtszaak schuldig bevonden van samenzwering en voor hun rol bij de bestorming van het Capitool. Ze werden veroordeeld tot een gevangenisstraf van respectievelijk 17 en 15 jaar. Enrique Tario de leider van de Proud Boys die zelf niet in Washington aanwezig was omdat hij na een eerdere arrestatie een gebiedsverbod had, kreeg op 5 september 2023 22 jaar cel opgelegd voor zijn aansturende rol.
Op 3 april 2024 werd Taylor James Johnatakis veroordeeld tot zeven jaar en drie maanden cel vanwege zijn rol bij de bestorming van het Capitool. De Amerikaanse rechtbank oordeelde dat hij een leidende rol had bij een aanval op agenten ter plaatse door de relschoppers aan te sturen met een megafoon.
Per 27 april 2024 waren er ongeveer 520 gevangenisstraffen uitgesproken.
Op 20 januari 2025 verleende de Amerikaanse president Donald Trump op zijn eerste werkdag per decreet gratie aan de ongeveer 1500 Capitoolbestormers. Veroordeelden werden vrijgelaten en de meer dan 450 rechtszaken die nog liepen, werden geseponeerd.

#### Aanklacht Trump
Op 1 augustus 2023 besloot een federale grand jury dat Trump zou worden aangeklaagd voor diverse pogingen om de verkiezingsuitslag aan te passen.
De aanklachten luiden:
1. Samenzwering tot ondermijning van de Verenigde Staten door middel van fraude en misleiding met als doel het tellen van de stemmen en het bekrachtigen van de verkiezingsuitslag te belemmeren.
2. Samenzwering tot het dwarsbomen van een officiële procedure (De bijeenkomst in het Capitool waar de uitslag van de verkiezing werd bekrachtigd).
3. Dwarsbomen van de verkiezingswinst van Joe Biden
4. Ondermijning van het burgerrecht om hun stem geteld te krijgen, in een poging de verkiezingsuitslag ongedaan te maken.

In de inbeschuldigingstelling worden ook zes geanonimiseerde medesamenzweerders genoemd. Op 3 augustus 2023 werd Trump voorgeleid in de federale rechtbank van Washington en pleitte hij onschuldig op alle aanklachten.
Tijdens een regie zitting op 28 augustus 2023 besliste federaal rechter Tanya Chutkan dat de zaak vanaf 4 maart 2024 zal dienen. De rechtszaak werd enkele keren uitgesteld omdat Trump gerechtelijke stappen zette om te bekomen dat hij op het moment van de bestorming presidentiële immuniteit genoot. In juli 2024 gaf het Amerikaanse Hooggerechtshof de oud-president gelijk dat hij van de presidentiële bescherming kon genieten, maar enkel en alleen als zijn daden binnen de exclusieve bevoegdheden van het presidentschap vielen. Speciaal aanklager Jack Smith paste hierop zijn aanklacht tegen Trump aan, maar moest in november aan rechter Chutkan vragen de rechtszaak te seponeren, nadat Trump als Amerikaans president herkozen werd. Een zittende president kan niet berecht worden, maar na zijn termijn zou de rechtszaak heropgestart kunnen worden.

### Buitenland
Wolfgang Schäuble, voorzitter van het Duitse parlement, liet de dag na de bestorming weten te onderzoeken of de Rijksdag beter beveiligd moest worden. Ook Khadija Arib, toenmalig voorzitter van de Nederlandse Tweede Kamer, pleitte voor extra onderzoek naar de beveiliging van het Binnenhof in Den Haag.

### Erebaar Brian Sicknick
De urn met as van de omgekomen politieagent Brian Sicknick werd op 2 februari 2021 voor de duur van twee dagen ceremonieel in de Rotunda van het Capitool opgesteld. Collega's en politici, onder wie president Biden, kwamen langs om hem de laatste eer te bewijzen.
Ook agent Eugene Goodman van de Capitoolpolitie werd geëerd. Hij mocht de nieuwe vicepresident Kamala Harris naar haar plaats begeleiden voor haar inauguratie. Hij was degene die de menigte had weggelokt van de ingang van de Senaatskamer waardoor de senatoren net genoeg tijd kregen om weg te komen. Ook had hij even daarvoor senator Mitt Romney, die op de gang liep, gewaarschuwd voor de aanstormende menigte. Vlak voor de eindstemming in het tweede impeachmentproces tegen Donald Trump werd Goodman door een unanieme senaat de  congressionele gouden medaille toegekend.

## Trivia
- Het gebouw was niet meer binnengevallen sinds de Verbranding van Washington door de Britten in 1814.[139]
- Een van de opvallendste bestormers was Jake Angeli, ook wel bekend als de QAnon-sjamaan. Hij werd vaak vertoond in de media met zijn halfnaakte, getatoeëerde uiterlijk met gehoornde buffelmuts op zijn hoofd.[140] In 2021 pleitte hij in rechtszaak schuldig voor zijn rol in de bestorming en werd tot 41 maanden gevangenisstraf veroordeeld.
- Onder de bestormers was Jon Schaffer, gitarist en spilfiguur van de metalband Iced Earth. Hij werd in april 2021 de eerste die een plea bargain sloot, schuld bekende en medewerking beloofde aan Justitie.
- Bill Belichick, coach van de New England Patriots, sloeg een uitnodiging van Trump af om uit zijn handen de Presidential Medal of Freedom in ontvangst te nemen. Belichick gaf aan dat hij het eerbetoon gezien de actuele gebeurtenissen in het land niet passend vond.[141]
- De theorie die Trump sinds de zomer van 2020 had verkondigd 'dat hij de verkiezingen niet kon verliezen tenzij er grootschalige verkiezingsfraude zou plaatsvinden' die leidde tot de bestorming werd in de media bekend als the big lie (De Grote Leugen).
- De strop van de galg die tijdens de opstand werd opgericht werd door Volkskrant-journalist Michael Persson veilig gesteld en aan de FBI overgedragen. Na afloop van de onderzoeken zal deze in het depot van het Smithsonian komen. De galg was overigens te klein en te zwak om daadwerkelijk te gebruiken.[142]
- Een overzicht van mensen en organisaties die deelnamen aan de bestorming is te vinden op de website Insurrection Index.[143]
- Op de website van de FBI is een overzicht van mensen die gezocht worden in verband met de bestorming.[144]
- In de Engelstalige media wordt de gebeurtenis vaak met de afkorting J6 (January 6th) aangeduid.